# Ludolph Lafontaine

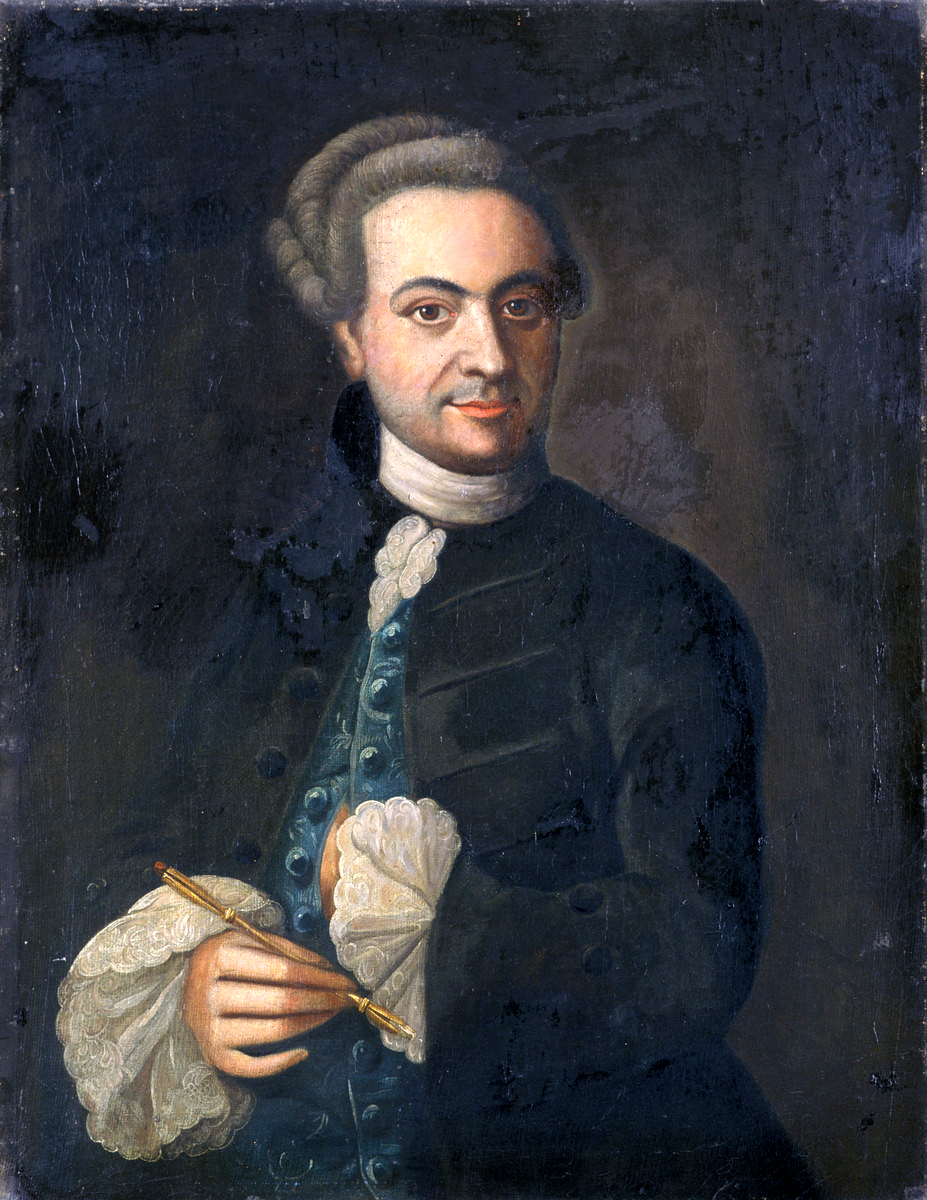
„Selbstbildnis des Malers Ludolf Ernst Andreas Lafontaine“, 1744 oder später;
Öl auf Leinwand, 78 × 60,4 cm, Privatbesitz, 1933 mutwillig beschädigt, bearbeitetes Digitalisat aus dem Bildindex der Kunst und Architektur

Ludolph Ernst Andreas Lafontaine (* 16. Dezember 1704 in Celle; † 5. Juni 1774 in Braunschweig) war ein deutscher Porträtist, Freimaurer und Miniaturmaler sowie Hofmaler im Herzogtum Braunschweig-Lüneburg.

## Leben
Ludolf Ernst Andreas Lafontaine entstammte einer den Reformierten Christen angehörigen Familie aus Frankreich, die unter dem Sonnenkönig Ludwig XIV. in das Heilige Römische Reich Deutscher Nation ausgewandert war. Geboren 1704 in Celle zur Zeit des Kurfürstentums Hannover als Sohn des Porträt- und Kirchenmalers Georg Wilhelm Lafontaine (1680–1745) und der Anna Elisabeth, geborene Brabant, unternahm Lafontaine mehrjährige Reisen, bei denen er sich auch sprachlich bildete. Seine Reisen führten ihn unter anderem an den während der Personalunion zwischen Großbritannien und Hannover in London gelegenen Sitz der Regierung des British Empire. Hier absolvierte er seine Lehrjahre bei seinem Vater, der dort als königlich großbritannischer Hofmaler tätig war. Nach Reisen durch Europa war er von 1734 bis 1738 am  Wolfenbütteler Hof und 1743/44 in Leipzig tätig, wo er auch Mitglied der dortigen Freimaurerloge „Zu den drei Zirkeln“ wurde.
In Hannover war Lafontaine am 29. Januar 1746 – gemeinsam mit Hans Ernst von Hardenberg, dem Hofjunker Adam Gottlieb von Reden, den beiden Brüdern Georg Ludwig Mehmet und Johann Ludwig Mehmet von Königstreu und anderen – einer von acht Mitbegründern der Freimaurerloge Friedrich. Er hielt sich zehn Jahre in Hannover auf.
Im Jahr 1754 wurde Lafontaine in Braunschweig zum Hofmaler von Herzog Karl von Braunschweig-Wolfenbüttel erhoben. Er arbeitete überwiegend als Porträtmaler betätigte sich jedoch auch als Porzellanmaler in der Manufaktur in Fürstenberg. Am 29. Januar 1757 heiratete er in Braunschweig seine dritte oder vierte Ehefrau Sophie Elisabeth (1724–85), Tochter des Braunschweiger Advokaten Wilhelm Heinrich Thorbrügge und der Sophie Catharina Schröter. Zu den zahlreichen Kindern zählte sein hier 1758 geborener ältester Sohn, der spätere Schriftsteller August Lafontaine.
Lafontaine bot seinen Kindern eine patriarchalische und zugleich heile Welt, in der „Hingebung, Liebe, felsenfeste Treue und reinstes Vertrauen“ vermittelt wurden. Später sollte Lafontaine seinen Sohn August gewissermaßen als Führer während einer Bildungsreise durch Italien begleiten.
Als Freimaurer stand Lafontaine in freundschaftlicher Verbindung zu den Professoren Ebert, Gaertner, Zacharias und zu Lessing, der in dieser Zeit Bibliothekar an der Herzog August Bibliothek in Wolfenbüttel war.
Ein im Stil der Romantik und an den Heiligen Martin anknüpfende märchengleiche Erzählung aus dem Leben Lafontaines ist durch den Schriftsteller Wilhelm Görges überliefert, nachdem Lafontaine einem Bettler sein Hemd geschenkt hatte und – am Oberkörper nur von einer Jacke verhüllt – kurz darauf als Zeichner für drei braunschweigische Prinzessinnen zunächst in Bedrängnis geriet, dann jedoch selbst mit einem ganzen Dutzend feinster Hemden beschenkt wurde.

## Bekannte Werke
Lafontaine zählt zu den ersten Freimaurern in Deutschland und schuf unter anderem „[…] 17 Ölporträts der Gründer der Schottenloge in Braunschweig“, der Vorläuferin der Loge Carl zur gekrönten Säule, in deren Besitz sich die Ölgemälde ursprünglich fanden, darunter ein Selbstporträt Lafontaines, das heute möglicherweise das einzig erhaltene dieser Porträtserie darstellt.
Durch einen Zettel auf der Rückseite von Lafontaines Selbstbildnis, beschriftet von dem Nachfahren Bruno Heusinger (1900–1987), wird Lafontaine zu Heusingers Vorfahren aus der Familie Mitgau gezählt. Da der Besitz der Braunschweiger Loge, zu dem auch das Selbstbildnis Lafontaines gehörte, nach der Machtergreifung durch die Nationalsozialisten 1933 verwüstet wurde, ist das durch einen Stich in die Leinwand beschädigte Gemälde mutmaßlich das einzig erhaltene der Braunschweiger Loge.
Aus seiner Tätigkeit als Hofmaler in Braunschweig haben sich drei Bildnisse von Geschwistern Herzog Karls I. von Braunschweig-Wolfenbüttel erhalten, von Christine Charlotte Luise, Therese Natalia und Friedrich Franz (alle 1754), außerdem von zwei Kindern Karls, von Sophie Caroline Marie und Anna Amalia (beide 1759). Diese fünf Porträts sind über die jüngste Schwester Herzog Karls, Juliana Maria, die 1752 durch ihre Vermählung mit Friedrich V. Königin von Dänemark geworden war, nach Kopenhagen gelangt und ebenda 1848 vom Statens Museum for Kunst erworben, bis heute in Schloss Fredensborg aber unzugänglich.
Über den Verbleib von Lafontaines Zeichnungen etwa der drei braunschweig-welfischen Prinzessinnen in griechischen Kostümen hatte Görges keine näheren Angaben gemacht.

## Familie
Lafontaine hatte einen Bruder Johann Christoph (1714–1760), der ebenfalls als Porträtmaler tätig war, sowie zwei weitere Brüder und zwei Schwestern. Ihre Mutter Anna Elisabeth war eine Nachfahrin des Bürgerhauptmanns Henning Brabandt aus Braunschweig. Über die Anzahl der Eheschließungen existieren unterschiedliche Angaben. In erster Ehe war er mit einer reichen Engländerin verheiratet, die in Leipzig verstarb. Am 13. April 1741 oder 1747 vermählte er sich erneut in Hannover mit Louise Wilhelmine (geborene de Francheville), einer Tochter des hannoverschen Hofchirurgen Pierre de Francheville aus Nettancourt in der Champagne. Er heiratete 1754 schließlich die Hofjungfer Sophie Elisabeth (geborene Thorbrügge), mit der er gemeinsam Ölschlägern in Braunschweig lebte.
Söhne
- August Lafontaine (1758–1831), Schriftsteller
- Carl Lafontaine (1755–1831), Porträtmaler ⚭ 1791 Sophie Leberecht Abel (1750–1822)